# Live at the Marquee
Live at the Marquee är ett livealbum med det amerikanska progressiv metal/progressiv rock-bandet Dream Theater, utgivet 1993 av skivbolaget Atco Records. Det spelades in under en konsert på den legendariska jazzklubben The Marquee Club i London, den 23 april 1993.

## Låtlista
1. "Metropolis Pt. 1: The Miracle and the Sleeper" – 9:33
2. "A Fortune in Lies" – 5:15
3. "Bombay Vindaloo" – 6:59
4. "Surrounded" – 6:01
5. "Another Hand - The Killing Hand" – 10:47
6. "Pull Me Under" – 8:22

## Medverkande
Dream Theater
- James LaBrie – sång
- Kevin Moore – keyboard
- John Myung basgitarr
- John Petrucci – gitarr
- Mike Portnoy – trummor

Produktion
- Vinnie Kowalski, Tim Summerhays, Patrick O'Toole – ljudtekniker
- Jose Baraquio – ljudtekniker (trummor)
- Doug Oberkircher – ljudmix
- Ted Jensen – mastering
- Gutchie Kojima, Ebet Roberts – foto